# Эрзи (село)
Эрзи (ингуш. Аьрзи — «Орёл») — историческое село в Джейрахском районе Ингушетии Российской Федерации, ныне опустевшее. Входит в сельское поселение Ольгети и расположено на территории одноименного заповедника. Ингушские башни села Эрзи являются историческим памятником и туристической достопримечательностью.

## География
Расположено на границе с Грузией, в западной части горной Ингушетии на высоте 1315 м над уровнем моря на правом берегу реки Армхи, хорошо видно с дороги и считается одним из главных памятников заповедника Эрзи. Ближайшие башенные поселения: на севере — Хамишке и Кошк, на юго-востоке — Кербите, на западе — Ляжги, на востоке — Ангенты.

## Этимология
Слово «Эрзи» (Аьрзи) переводится с ингушского языка как «орёл». Согласно ингушскому фольклору, Эрзи был основан на месте, где когда-то находилось орлиное гнездо.
По-видимому, сильная птица пользовалась особым почитанием местных горцев, возможно, была тотемом (мифическим родоначальником) жителей Эрзи, их божеством и покровителем. Не случайно древняя и многочисленная фамилня Мамиловых - коренных эрзийцев - своим гербом имела изображение орла. Не случайно и то, что река Армхи, ревущая глубоко в теснине, получила у соседей-осетин на первый взгляд неожиданное имя «Маккал-дон» («Река коршунов»), а самп ингуши обитатели ущелья зовутся у осетин «маккал» или «маккалон», т.е. «люди-коршуны». Орёл и коршун в орнитологии (науке о птицах) - «близкие родственники», они принадлежат к одному семейству - ястребиных. Следовательно, за осетинским «маккал» и ингушским «эрзи» таятся близкие понятия о пернатых хищниках, особая роль которых в жизни и религиозных представлениях населения Джерахского ущелья оставила неизгладимую намять в этих местах.В.Б. Виноградов

## История
Исторически было центром общности Вабуа - Фяппи
Поселение основано в XVI веке н. э. Чардом, предком ингушских тейпов Мамиловых, Яндиевых, Буражевых и Алдагановых.
Известный ингушский этнограф и краевед Чах Ахриев приводит следующее предание о возникновении Эрзи:
Кист — сын одного знаменитого сирийского владельца из дома Камен (Комнен), во время первых крестовых походов перебрался из Сирии в Абхазию, а отсюда, через некоторое время, перешел в Грузию. Но Грузия в то время была в самом печальном положении от постоянных нападений арабов и турок, так что Кист принужден был убежать отсюда в неприступные Кавказские горы и поселился в одном из ущелий Северного Кавказа, недалеко от верховьев Терека…

Сын Киста Чард имел сына Чарда же. Последний построил в Арзи (Эрзи) 16 „осадных“ башен и замков, которые существуют и в настоящее время.
Село возглавляло территориальную единицу Вабуа - Фяппи.

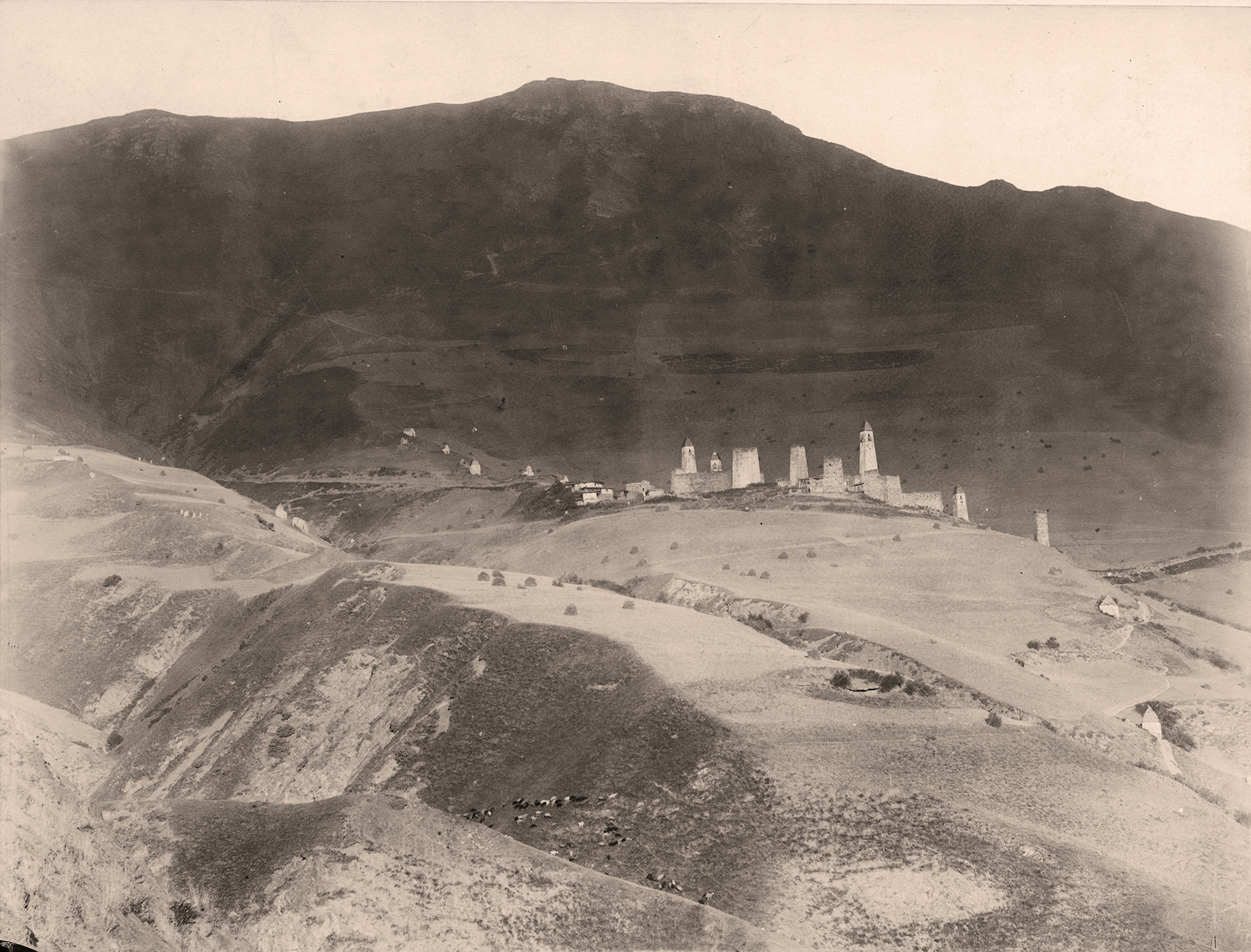
Вид на Эрзи и долину реки Армхи. Конец XIX века.
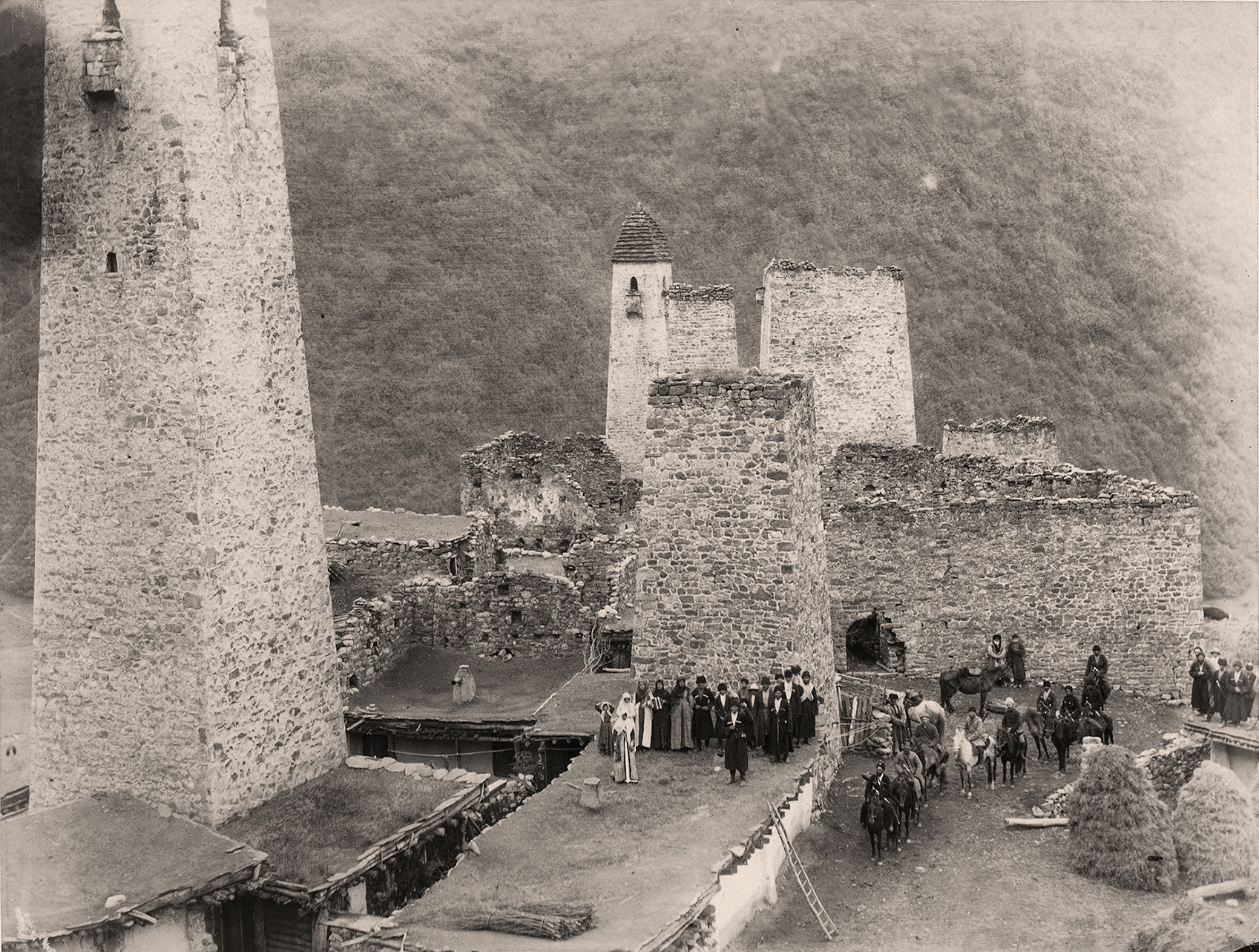
Туристы, прибывшие в Эрзи в конце XIX века.

## Население
| 1926 | 2010 |
| ---- | ---- |
| 40   | ↘0   |

## Галерея

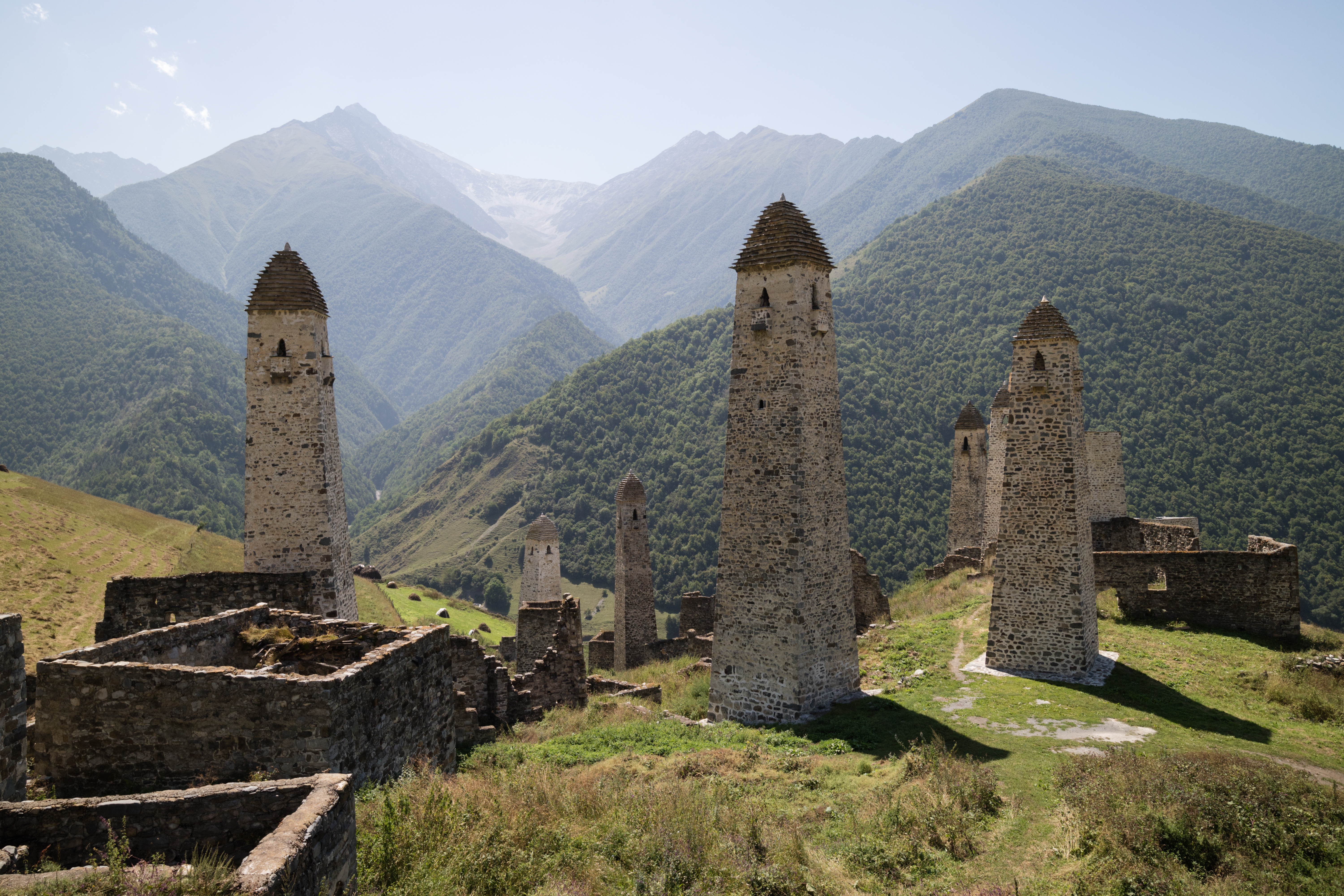
Боевые башни
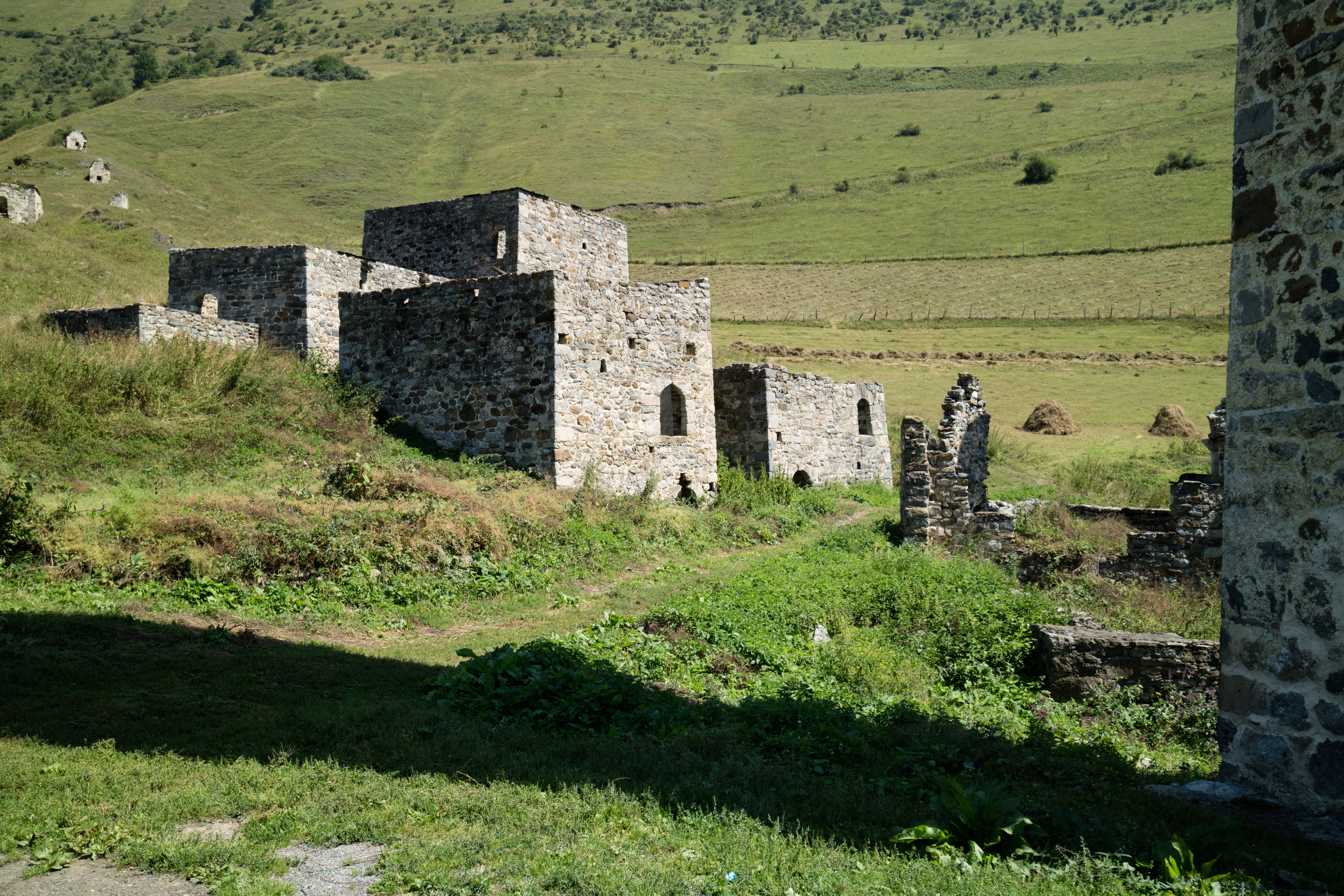
Жилые башни
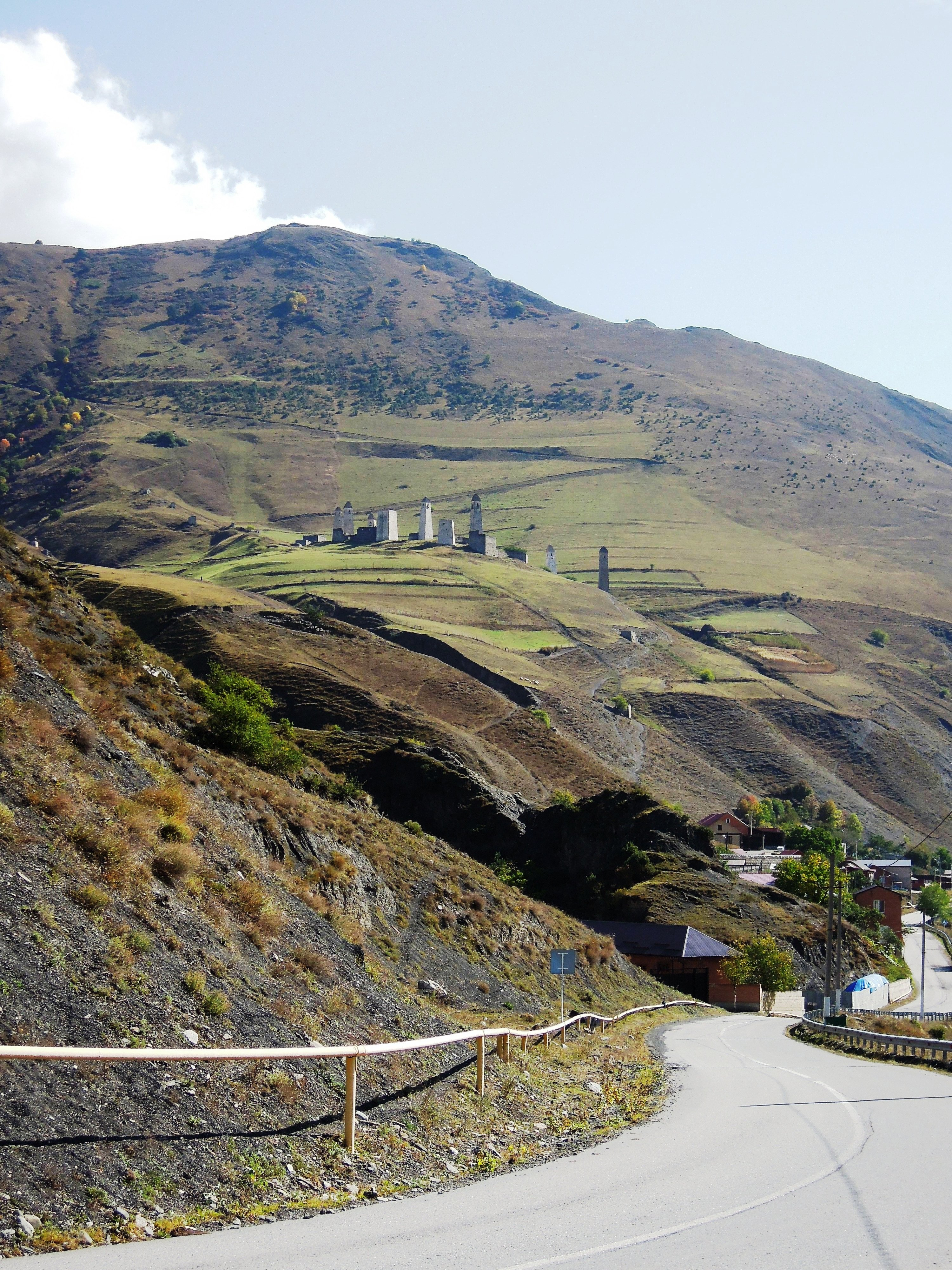
Вид на Эрзи от селения Ольгети
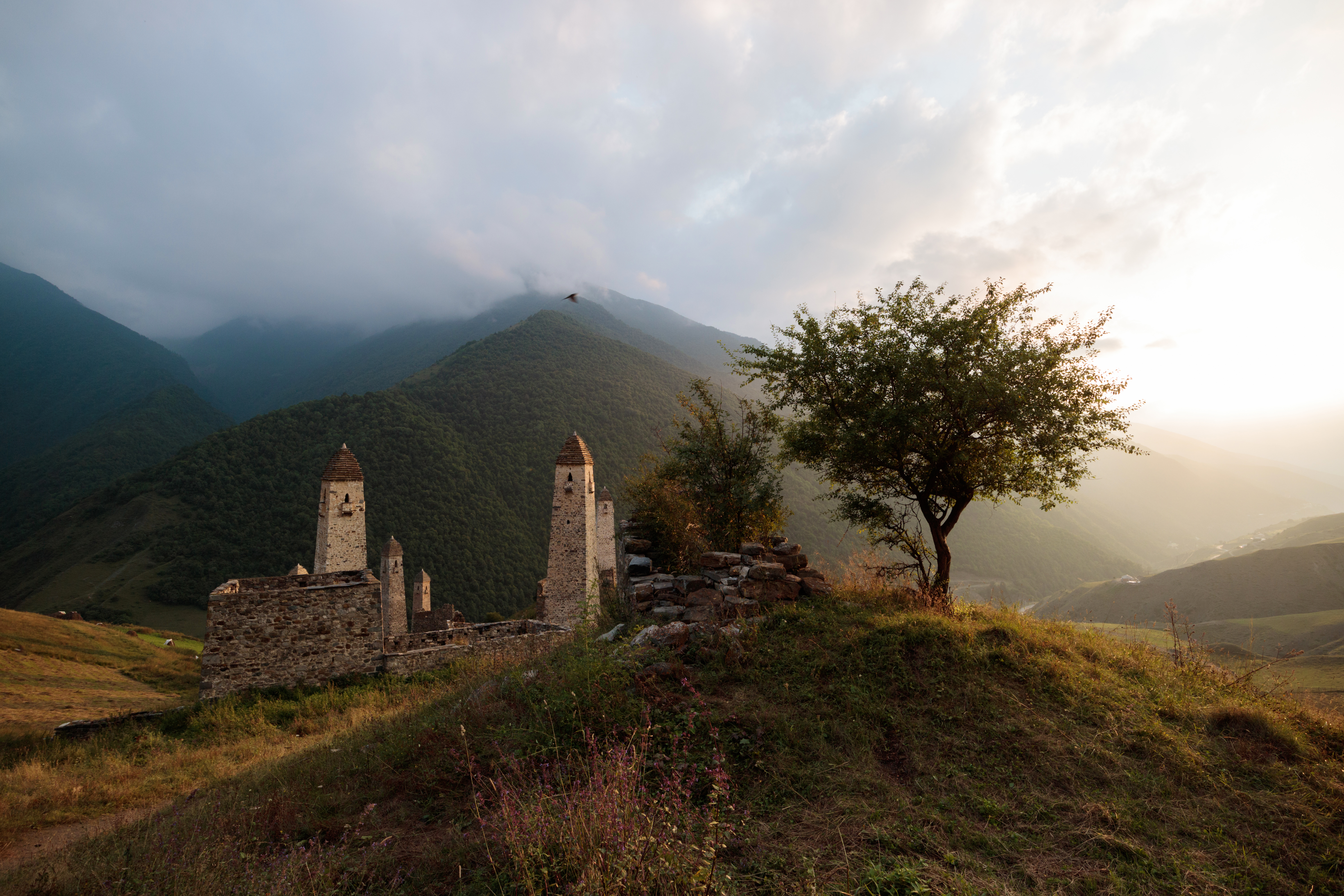
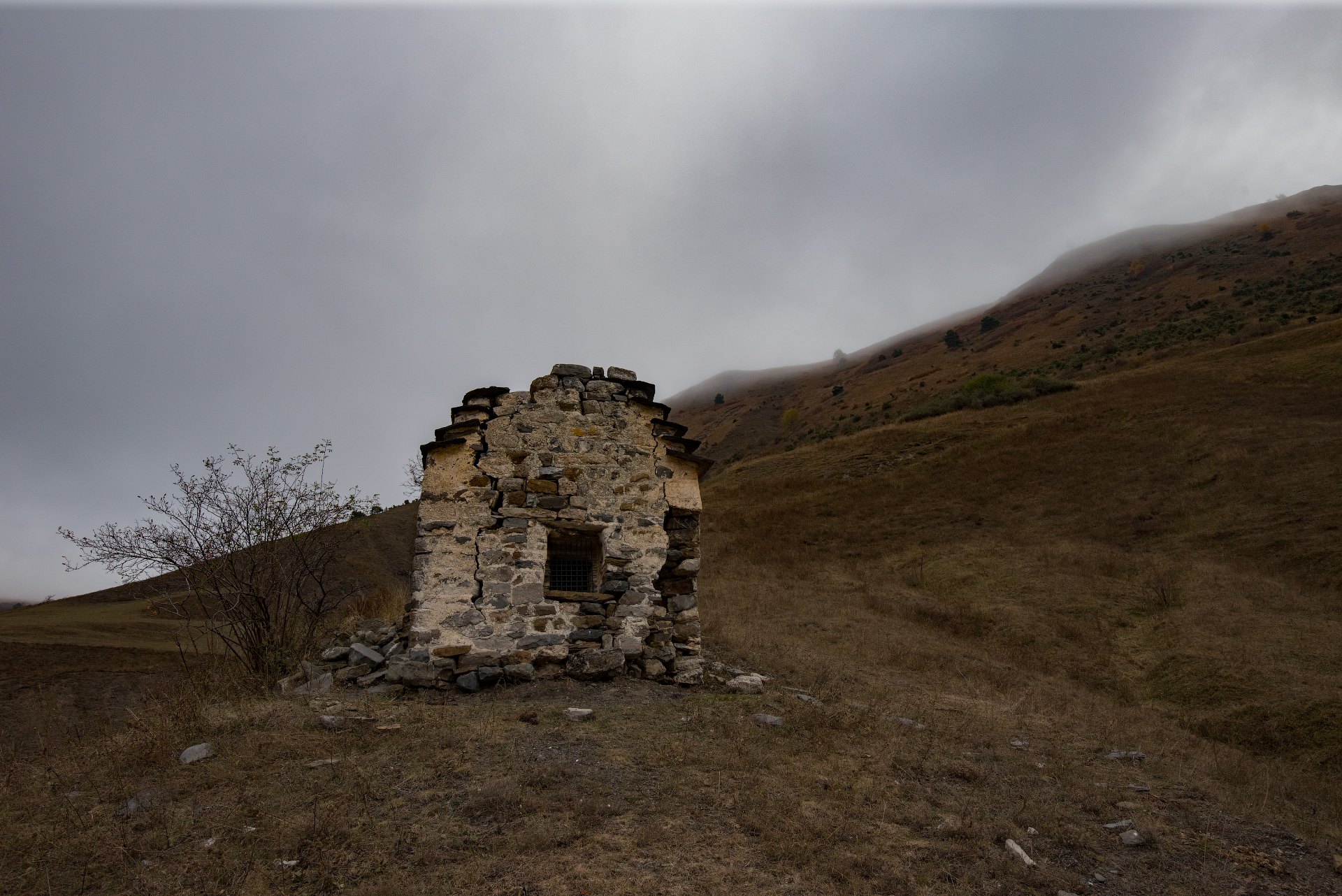
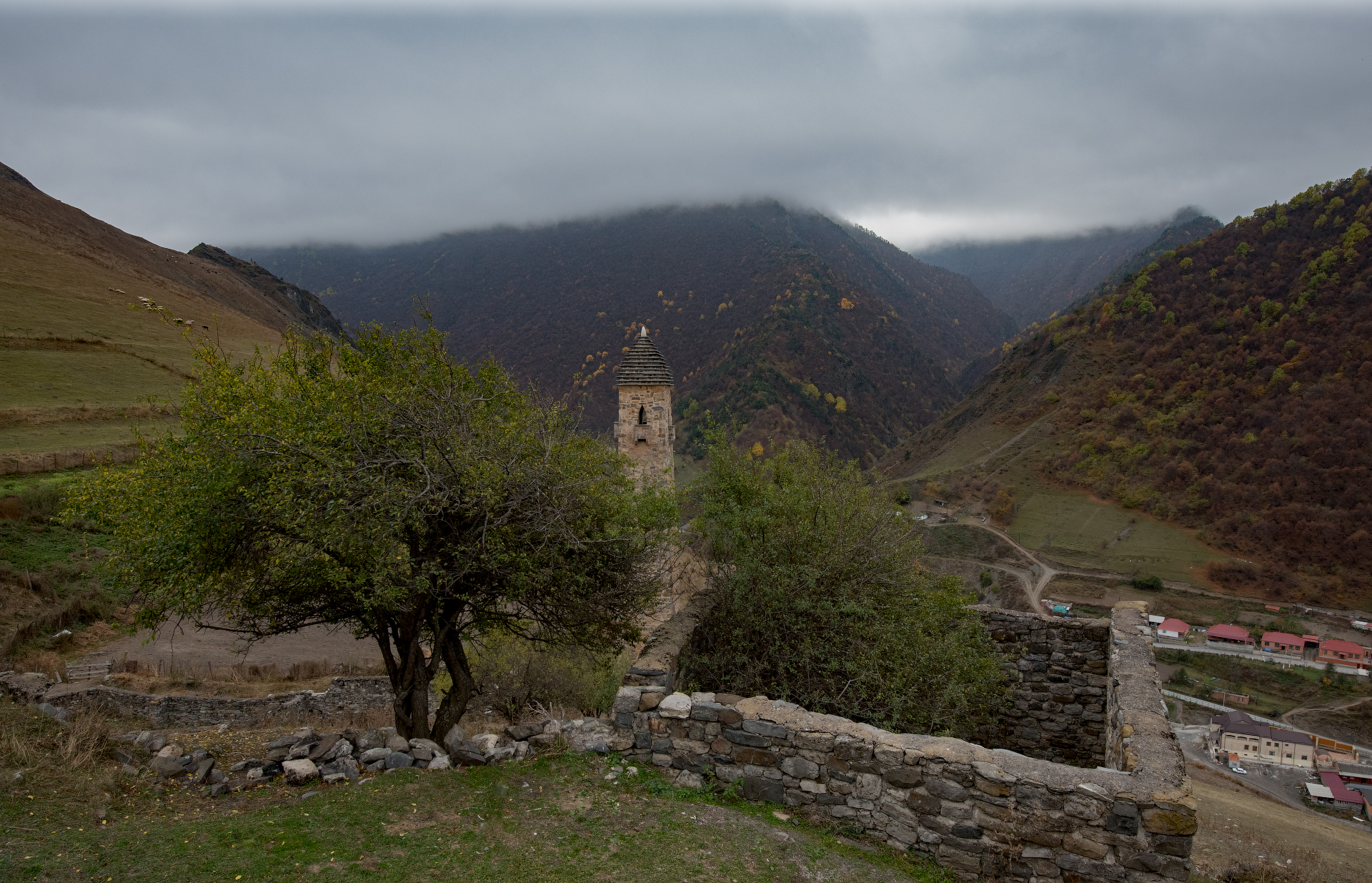